# Control de temperatura

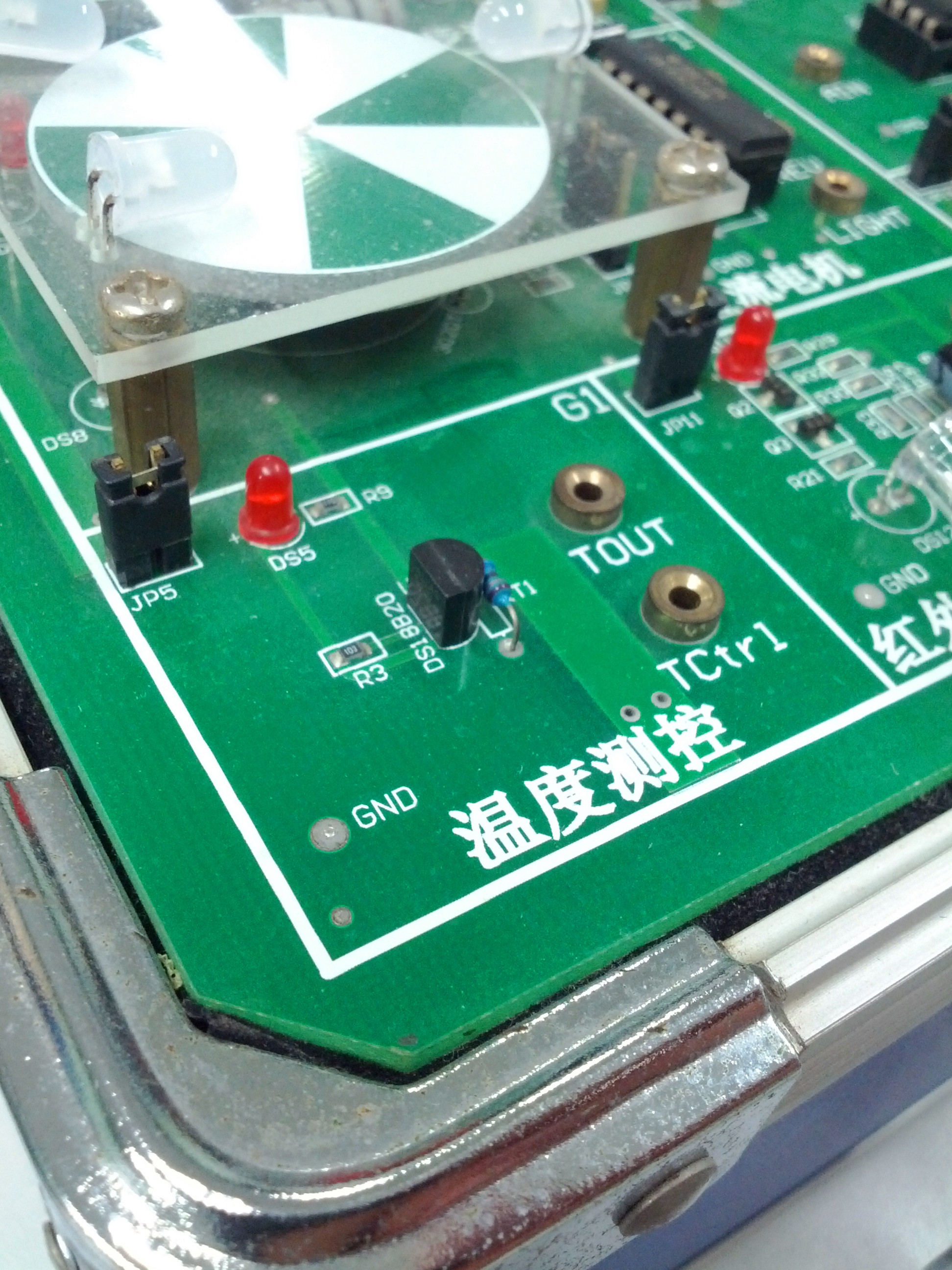
Módulo de control y medición de temperatura para experimentos con microcontroladores

El control de temperatura es un proceso en el cual el cambio de temperatura de un espacio (y de los objetos colectivamente allí dentro), o de una sustancia, se mide o se detecta de otra manera, y el paso de energía térmica dentro o fuera del espacio o sustancia se ajusta para lograr una temperatura deseada. 
Los acondicionadores de aire, calentadores de espacio, refrigeradores, calentadores de agua, etc. son ejemplos de dispositivos que realizan control de temperatura. Estos a menudo se clasifican en términos generales como cargas controladas termostáticamente (TCL, del inglés Thermostatically Controlled Loads).
La temperatura se puede medir utilizando un sensor de temperatura, estos infieren la temperatura al detectar algún cambio en una característica física. Hay seis tipos de sensor de temperatura: termopares, dispositivos de temperatura resistivos (RTD y termistores), radiadores infrarrojos, dispositivos bimetálicos, dispositivos de dilatación de líquido, y dispositivos de cambio de estado.

## Bucles de control
Un termostato doméstico es un ejemplo de un circuito de control cerrado: mide constantemente la temperatura actual de la habitación y la compara con un punto de ajuste deseado definido por el usuario y controla un calentador y/o aire acondicionado para aumentar o disminuir la temperatura para alcanzar el ajuste deseado. Un termostato simple (de bajo costo, barato) simplemente enciende o apaga el calentador o el aire acondicionado, y se debe esperar un sobreimpulso temporal o por debajo de la temperatura promedio deseada. Un termostato más caro varía la cantidad de calor o enfriamiento proporcionado por el calentador o enfriador, dependiendo de la diferencia entre la temperatura requerida (el "punto de ajuste") y la temperatura real. Esto minimiza el exceso/defecto. Este método se llama control proporcional. Las mejoras adicionales que utilizan la señal de error acumulada (integral) y la velocidad a la que cambia el error (derivada) se utilizan para formar controladores PID más complejos, que es la forma que se suele ver en entornos industriales.

## Balance energético
La temperatura de un objeto o espacio aumenta cuando la energía térmica se mueve hacia él, aumentando la energía cinética promedio de sus átomos, por ejemplo, de las cosas y el aire en una habitación. La energía térmica que sale de un objeto o espacio reduce su temperatura. El calor fluye de un lugar a otro (siempre de una temperatura más alta a una más baja) mediante uno o más de tres procesos: conducción, convección y radiación. En conducción, la energía pasa de un átomo a otro por contacto directo. En la convección, la energía térmica se mueve por conducción hacia algún fluido móvil (como el aire o el agua) y el fluido se mueve de un lugar a otro, llevando el calor consigo. En algún momento, la energía térmica en el fluido se transfiere generalmente a algún otro objeto por medio de conducción nuevamente. El movimiento del fluido puede ser impulsado por flotabilidad negativa, como cuando cae aire más frío (y por lo tanto más denso) y, por lo tanto, desplaza hacia arriba el aire más cálido (menos denso) (convección natural), o por ventiladores o bombas (convección forzada). En la radiación, los átomos calentados producen emisiones electromagnéticas absorbidas por otros átomos remotos, ya sean cercanos o a distancia astronómica. Por ejemplo, el Sol irradia calor como energía electromagnética invisible y visible. Lo que se conoce como "luz" no es más que una región estrecha del espectro electromagnético.
Si en un lugar o cosa se recibe más energía de la que se pierde, su temperatura aumenta. Si la cantidad de energía que entra y sale es exactamente la misma, la temperatura permanece constante: hay equilibrio térmico o equilibrio térmico.